# Distretto di Karacasu
Il distretto di Karacasu (in turco Karacasu ilçesi) è uno dei distretti della provincia di Aydın, in Turchia.